# Backstreet Boys
Backstreet Boys es una boy band estadounidense de música pop, fue fundada en la ciudad de Orlando, Florida, el 20 de abril de 1993.
La banda está integrada por A. J. McLean, Howie Dorough, Brian Littrell, Nick Carter y Kevin Richardson.
Saltaron a la fama con su álbum debut, Backstreet Boys (1996). El siguiente álbum, Backstreet's Back (1997) continuó con el éxito del grupo en todo el mundo. Llegaron al estrellato con su álbum Millennium (1999) y el álbum siguiente, Black & Blue (2000). También lanzaron un álbum de grandes éxitos, The Hits - Chapter One (2001). Los álbumes Backstreet Boys y Millennium fueron certificados como diamantes por la Recording Industry Association of America (RIAA). Después de un descanso de tres años, la banda ha lanzado cinco álbumes Never Gone (2005), con el que Richardson dejó el grupo, Unbreakable (2007), This Is Us (2009), NKOTBSB formando NKOTBSB junto a los New Kids on the Block (2011), In a World Like This con el regreso de Kevin (2013) celebraron su vigésimo aniversario con su primer álbum independiente, y luego de 6 años su reciente álbum DNA (2019), debutó en el número uno, más de dos décadas después de que se formara el grupo, y 19 años después de su última cima en 2000. Se convirtieron en la primera boy band en encabezar las listas de álbumes de Estados Unidos en tres décadas.
La banda ha vendido 130 millones de producciones musicales, lo que los convierte en la boy band más vendida de todos los tiempos y en uno de los artistas musicales más vendidos del mundo. Son el primer grupo desde Led Zeppelin en que sus primeros diez álbumes alcanzan el top 10 en el Billboard 200, y se convierten en la única boy band en lograrlo. El grupo recibió una estrella en el Paseo de la Fama de Hollywood el 22 de abril de 2013. El grupo también lanzó su primer película documental titulada Backstreet Boys: Show 'Em What You're Made Of  en 2015.

## Historia

### Comienzos (1993-1995)
Lou Pearlman, un millonario residente en Orlando, denominado el "toro", quería formar un grupo de cinco chicos jóvenes que supieran cantar y bailar. Para esto, puso anuncios en periódicos locales y fueron seleccionados Howie Dorough y A.J. McLean, de 20 y 15 años respectivamente, los cuales ya se conocían por haber acudido a las mismas audiciones en busca de trabajo. El tercer componente fue un niño de 13 años que ya había realizado numerosos trabajos como cantante y actor: Nick Carter, quien tuvo que decidir entre el grupo y la oferta del famoso programa juvenil Mickey Mouse Club, cantera de numerosos artistas como Justin Timberlake, Christina Aguilera, Britney Spears, JC Chasez, Keri Russell, Ryan Gosling, etc.
El cuarto componente,
Kevin Richardson de 22 años, procedía de Kentucky y trabajaba en el parque de atracciones Disney World de Orlando como animador (disfrazado de Aladdin). Hubo un quinto chico que después de un tiempo decidió salir del grupo para comenzar una carrera en solitario, aunque este aspecto nunca ha sido comentado por el grupo y tampoco se ha sabido más del supuesto quinto miembro. Ante esta huida, Kevin propuso a su primo, Brian Littrell de 18 años, el cual destacó desde pequeño en el coro de su iglesia. Así pues, el 19 de abril de 1993, Kevin llamó a Brian a su instituto de Lexington, Kentucky, donde asistía al último curso y le ofreció la posibilidad de unirse al grupo. Tras comentarlo con su familia, Brian voló a Orlando, donde tras una prueba, entró a formar parte del grupo.
Pearlman contrató al exmánager de New Kids on the Block, los Wright, para dirigir a su nuevo equipo, pero éstos quisieron evitar los errores cometidos con NKOTB y sometieron a los chicos a duros entrenamientos vocales y de baile, así como a grabaciones en estudios y actuaciones en pequeños locales.
Las primeras canciones que interpretaron como grupo fueron: Tell Me That Im Dreaming, Loverboy, Get Ready y la primera fue I got to Get It.

### Backstreet Boys(1996-1997)
El primer sencillo elegido para ser lanzado fue «We've Got It Goin' On» que fue enviado a la radio en agosto y lanzado como sencillo el 4 de septiembre de 1995. La canción fue un éxito menor en los Estados Unidos solo había alcanzado el n.º 69 en diciembre, sin embargo, disfrutó de un gran éxito en Europa de entrar en el top-5 en Alemania, Suiza, Austria, Francia y los Países Bajos. El éxito europeo les envió en una gira de verano, y cambió la promoción de los Backstreet Boys se hace sobre todo en Europa. En noviembre de 1995 graban su segundo vídeo musical de su segundo sencillo internacional, «I'll Never Break Your Heart», que se publicó sólo en Europa el 12 de febrero de 1996. Se terminó de grabar su primer álbum de Backstreet Boys el 30 de abril de 1996 y filmó su vídeo musical en cuarto lugar, «Get Down (You're The One For Me)» en Alemania. El 6 de mayo de 1996, su álbum debut Backstreet Boys fue lanzado a nivel internacional, con la excepción de los Estados Unidos y los mercados de Canadá, sin embargo, fue lanzado más tarde en Canadá, el 14 de octubre de 1996.
La popularidad europea creció y los Backstreet Boys fueron elegidos como el N º 1 grupo internacional por los espectadores de televisión en Alemania, mientras tanto, "I'll Never Break Your Heart" alcanzó un disco de oro por vender 250.000 copias. El grupo obtuvo su primer disco de platino en Alemania en 1996 por vender 500.000 copias de su álbum debut, los Backstreet Boys durante bastante tiempo comenzaron a viajar por Asia y Canadá. Los Backstreet Boys se convirtieron rápidamente en uno de los artistas en debutar exitosamente en el mundo recogiendo premios, tales como Viva Alemania Premios Comet en 1996 para la categoría de Durchstarter (mejor recién llegado).

### Backstreet's Back(1997-1998)
Los Backstreet Boys comenzaron a grabar su segundo álbum, Backstreet's Back y también grabaron la canción, "If You Stay", para la banda sonora Booty Call. El álbum Backstreet's Back posteriormente fue lanzado en febrero de 1997. Lanzaron "Anywhere For You" como el último sencillo de su álbum internacional el 17 de febrero de 1997. El sencillo "Quit Playing Games (With My Heart)", lanzado el 5 de mayo de 1997 para su próximo álbum debut en Estados Unidos, logró subir tan alto como al N º 2 en el Billboard Hot 100, finalmente ganando un premio de platino por vender más de un millón de copias. Mientras que el álbum Backstreet's Back fue lanzado internacionalmente (con la excepción del mercado de los Estados Unidos) en agosto de 1997, su álbum debut en Estados Unidos, que consistió en canciones de Backstreet's Back y el anterior titulado internacional de Backstreet Boys, fue lanzado en Estados Unidos el 12 de agosto de 1997.
El álbum debut de Estados Unidos alcanzó el puesto N º 4 en la lista de álbumes de Estados Unidos, que llegó a vender 14 millones de copias en su casa. Mientras tanto, el segundo lanzamiento internacional de Backstreet's Back ya había alcanzado el número 1 en Alemania, Noruega, Suiza, Finlandia, los Países Bajos, Bélgica y Austria, la venta de más de cinco millones de copias sólo en Europa. Los dos álbumes, la versión internacional y la versión de Estados Unidos de Backstreet Boys ha vendido más de 20 millones de copias en todo el mundo, 14 millones de los cuales se vendieron en Estados Unidos.
En 1997, Brian Littrell interpuso una demanda contra Lou Pearlman y Trans Continental afirmando que Pearlman no ha sido justificado sobre los ingresos realizados por el grupo. Al año siguiente, McLean, Richardson y Dorough se unieron a la demanda que finalmente resultó en una serie de asentamientos.
El 14 de febrero de 1998, se presentaron en el XXXIX Festival Internacional de la Canción de Viña del Mar en Chile, causando el delirio de sus fanes y éxito total.
En la gira de Estados Unidos de 39 ciudades, Brian Littrell fue sometido a una cirugía a corazón abierto (que se había aplazado en dos ocasiones en el pasado), por la insistencia de su entonces novia (ahora esposa) Leighanne. Littrell había estado luchando con un soplo en el corazón desde que nació, y de hecho casi muere a la edad de 4 años debido a una infección bacteriana. Poco después, los Backstreet Boys cancelaron una presentación en Minnesota después de enterarse de que la hermana de Howie Dorough había muerto de lupus.

### Millennium(1999–2000)
Mientras estaban en el medio de una demanda, comenzaron a grabar el seguimiento de sus lanzamientos de 1997 a comienzos de octubre de 1998. Todas las versiones del álbum se lanzaron antes del 18 de mayo de 1999 con avances de canciones de su álbum Millennium. El sencillo exitoso en todo el mundo "I Want It That Way" que llegó a las cimas de varias listas en muchos países incluyendo Reino Unido, Alemania, Suiza, Austria, Noruega, Nueva Zelanda, hizo anticipación de Millennium. El álbum fue lanzado al mercado el 18 de mayo de 1999, en el día en que los Backstreet Boys hicieron una aparición en MTV. El álbum entró al Billboard 200 en el número 1, y se las arregló para vender 1,134,000 copias en su primera semana de lanzamiento. Cuatro sencillos fueron lanzados del álbum: "I Want It That Way", "Larger Than Life", "Show Me The Meaning Of Being Lonely", y "The One".
A partir de finales de diciembre de 2008, el álbum se mantiene como el cuarto álbum más vendido en la era de SoundScan en los Estados Unidos.
En octubre de 1999, los Backstreet Boys enfrentaron nuevos problemas declarando su contrato actual de Jive nulo, y luego consiguiendo uno de los acuerdos más grandes, de un valor de $60 millones con Jive.

### Black & Blue(2000-2001)

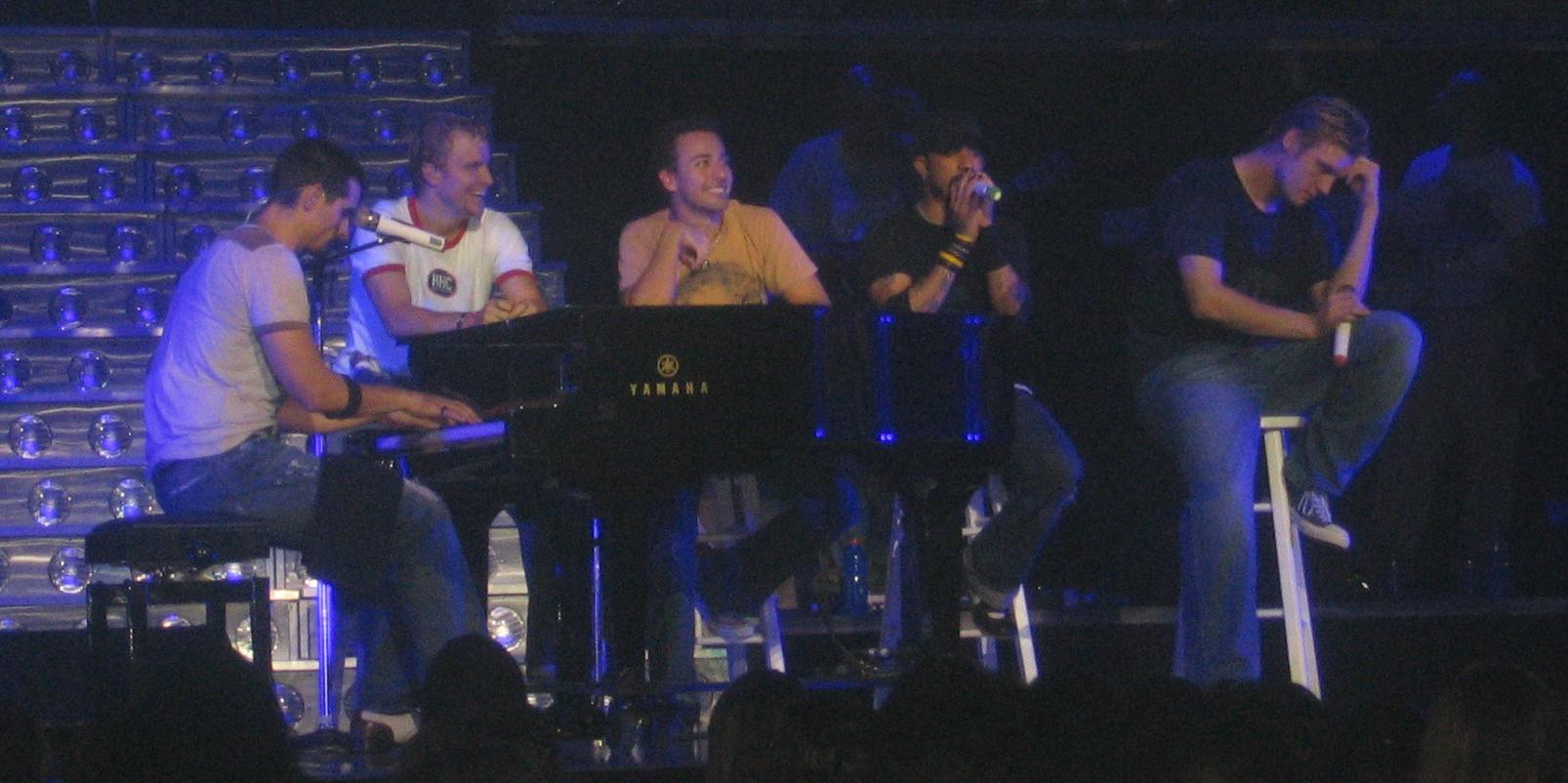
Los Backstreet Boys en Vancouver, 2005.

Un viaje a las Bahamas fue hecho por los miembros de la banda en mayo de 2000 para escribir canciones para su cuarto álbum. Comenzaron a grabar su próximo álbum el 1 de julio de 2000 en Estocolmo, Suecia, concluyendo sus sesiones de grabación en septiembre. Una canción que se completó durante las sesiones de grabación de julio, "It's True", fue lanzada el lunes 28 de agosto de 2000 a una compilación vendida por Burger King. Lanzaron el primer sencillo del álbum, «Shape Of My Heart», a las radios el lunes 2 de octubre de 2000. Los Backstreet Boys lanzaron su siguiente álbum de estudio Black & Blue el 21 de noviembre de 2000, y para promocionar el lanzamiento del álbum, los chicos viajaron alrededor del mundo en 100 horas a Suecia, Japón, Australia, Sudáfrica, Brasil, y Estados Unidos; 55 de las horas fueron empleadas en los trayectos y 45 se dedicaron a hacer apariciones públicas. Se lograron las mejores ventas internacionales en una semana para un álbum en la historia vendiendo más de 5 millones de copias en su primera semana de ventas. En Estados Unidos, vendió 1.6 millones de discos en su primera semana haciéndolos los primeros artistas desde The Beatles en ganar más de 1 millón de dólares en ventas de forma consecutiva en sus primeras semanas de lanzamiento. A pesar de las excelentes ventas iniciales, Black & Blue nunca cumplió con las expectativas que sus dos primeros álbumes hicieron. El primer sencillo del álbum fue "Shape of My Heart", seguido por "The Call" y "More Than That". En la primera semana de lanzamiento, el primer sencillo de Black & Blue, «Shape of My Heart» fue presentado en 170 de 171 del Top 40 en las radios en Estados Unidos y finalmente llegó al número 9 en Billboard Hot 100. Mientras tanto en el extranjero, la canción entró al Top-5 en Alemania (número 2), Suiza (número 1), Austria (número 4), Países Bajos (número 3), Suecia (número 1), Noruega (número 1), Finlandia (número 3), Italia (número 1), Australia (número 5) y Nueva Zelanda (número 1). el lunes 5 de febrero de 2001, el segundo sencillo del álbum, "The Call", llegó al Top-10 en Reino Unido y el tercer sencillo "More Than That" llegó al Top-20.
En enero de 2001, los Backstreet Boys iniciaron su primera etapa de su gira The Black & Blue Tour, en el que iban a realizar en los cinco continentes. La gira también tuvo costes de producción muy elevados. La segunda parte de la gira quedó en suspenso cuando se informó que A.J. McLean había sido ingresado en rehabilitación por su batalla con el alcoholismo, adicción a la cocaína y depresión después de que Richardson había tenido una intervención para él en el hotel Boston. En tres espectáculos se agotaron las entradas para Air Canada Centre, que fueron aplazadas hasta septiembre. El domingo 28 de enero de 2001, los Backstreet Boys interpretaron el himno nacional, frente a una audiencia en el Super Bowl XXXV en el Estadio Raymond James, de Tampa, Florida.
The Hits: Chapter One, lanzado el martes 30 de octubre de 2001, fue una colección de los éxitos clásicos de los Backstreet Boys y una canción inédita, «Drowning». Mientras el álbum entraba al top 5 en los Estados Unidos (N.º 4), Reino Unido (N.º 5), Alemania (N.º 4), y Canadá (N.º 1), se las arregló para entrar al top 10 en Suiza, Austria, los Países Bajos y Nueva Zelanda. En los Estados Unidos, The Hits: Chapter One fue certificado platino por vender más de un millón de unidades. Del mismo modo, el álbum fue certificado platino por IFPI (Europa) también por vender más de un millón de unidades allí.

### Descanso, regreso conNever Gone, y salida de Kevin (2002-2006)
En 2002, la banda expresó un fuerte deseo en dejar a su gestor, The Firm. Nick Carter eligió quedarse con The Firm para gestionar su carrera en solitario. Se puso así en evidencia la razón por la que Nick Carter no insistía en que los Backstreet Boys pudieran seguir adelante y este movimiento inesperado obligó a la banda a tomar un descanso. Jive, de acuerdo a observadores de la industria, no tuvo más opción que lanzar el álbum en solitario de Carter a fin de año, adelantándose al siguiente álbum de los Backstreet Boys, que estaba previsto para principios de 2003.
La relación con Jive empeoró cuando los Backstreet Boys presentaron una demanda de $75–100 millones de dólares contra Zomba Music Group, alegando violación de contrato. La banda afirmó que el sello promovió el álbum solista de Carter, Now or Never, a expensas del grupo, quienes querían promover su quinto álbum. De acuerdo a la demanda, en noviembre de 1999, los Backstreet Boys revisaron su contrato de 1994 y se comprometieron a lanzar dos álbumes más de Zomba. A cambio de la entrega a tiempo como parte de un calendario predeterminado, la banda recibiría varios pagos no recuperables que serviría como anticipos sobre regalías futuras.
En noviembre de 2003, A.J. McLean apareció en El show de Oprah Winfrey, dónde habló por primera vez sobre su adicción con las drogas y el alcohol, y su lucha por el aumento de la fama. El resto de la banda lo sorprendieron en llegar en persona para darle su apoyo, haciendo la aparición de los Backstreet Boys en público por primera vez en casi dos años. El episodio salió al aire en diciembre de 2003 a las audiencias en todo el país. La banda comenzó a reconciliar sus diferencias, planeando en comenzar a grabar un álbum de regreso al inicio del próximo año.
Los Backstreet Boys entraron al estudio en 2004 para comenzar a grabar su nuevo álbum y mencionaron que habían grabado cuatro canciones para el álbum en febrero. También comenzaron a presentarse para promocionar su regreso a la escena musical. En septiembre hicieron una gira pequeña en Asia, visitando Pekín, Shanghái, Tokio, y Manila. Basado en el éxito de esta gira, anunciaron una gira en México, visitando Ciudad de México y Monterrey y presentando nuevo material.
Después de un descanso de tres años, su sencillo «Incomplete», fue lanzado a las estaciones de radio el 28 de marzo de 2005, canción que mostró un gran cambio en la música de la banda. El álbum es nombrado por una canción en el álbum que lamenta la muerte del padre de Kevin Richardson. El cambio de estilo radical señaló críticas negativas de revistas como Rolling Stone, que le dio al álbum una estrella. El 14 de junio de 2005, los Backstreet Boys lanzaron su álbum de regreso Never Gone, que pasaron más de un año en grabar. El álbum debutó en el número 3 en las listas de Estados Unidos con ventas en la primera semana de 291,000 de copias, y debuts número uno en Bangladés, Pakistán, Alemania, India, Chile, Brasil y Corea del Sur. Los Backstreet Boys comenzaron su primera parte de la gira de The Never Gone Tour en julio en West Palm Beach, Florida. Fue su primera gira australiana. Never Gone fue certificado Platino en Estados Unidos y cuatro sencillos fueron lanzados del álbum. El primer sencillo fue "Incomplete", el segundo sencillo fue "Just Want You to Know", y el tercer sencillo fue "Crawling Back to You" para Estados Unidos y "I Still..." internacional. Never Gone ha vendido aproximadamente 10 millones de copias en todo el mundo. El segundo sencillo del álbum, "Just Want You to Know" llegó al top 10 en Reino Unido, pero no fue tan exitoso como en Estados Unidos. Fue uno de los sencillos más débiles de la banda en Estados Unidos, llegando en el número 70 en Billboard Hot 100. El tercer sencillo internacional "I Still..." debutó en el número 1 en Japan International Singles Chart. El tercer sencillo en Estados Unidos, "Crawling Back to You" llegó al número 15 en Billboard Adult Contemporary..
En junio de 2006, Richardson dejó la banda para perseguir otros intereses, emitiendo una declaración en la página de la banda el 23 de junio de 2006. Mientras que Richardson no ha indicado cuáles son sus próximos pasos en su vida, afirmó:

Después de 13 años de lo que puede ser descrito cómo un sueño hecho realidad, he decidido que es el momento para dejar los Backstreet Boys. Fue una decisión muy dura para mí pero que era necesaria para seguir adelante con el próximo capítulo de mi vida.

En las 48 horas siguientes a la salida de Kevin Richardson, la banda comenzó a grabar para el nuevo álbum el 25 de junio de 2006 para ser lanzado a finales de año.

### UnbreakableyThis is Us(2007-2010)

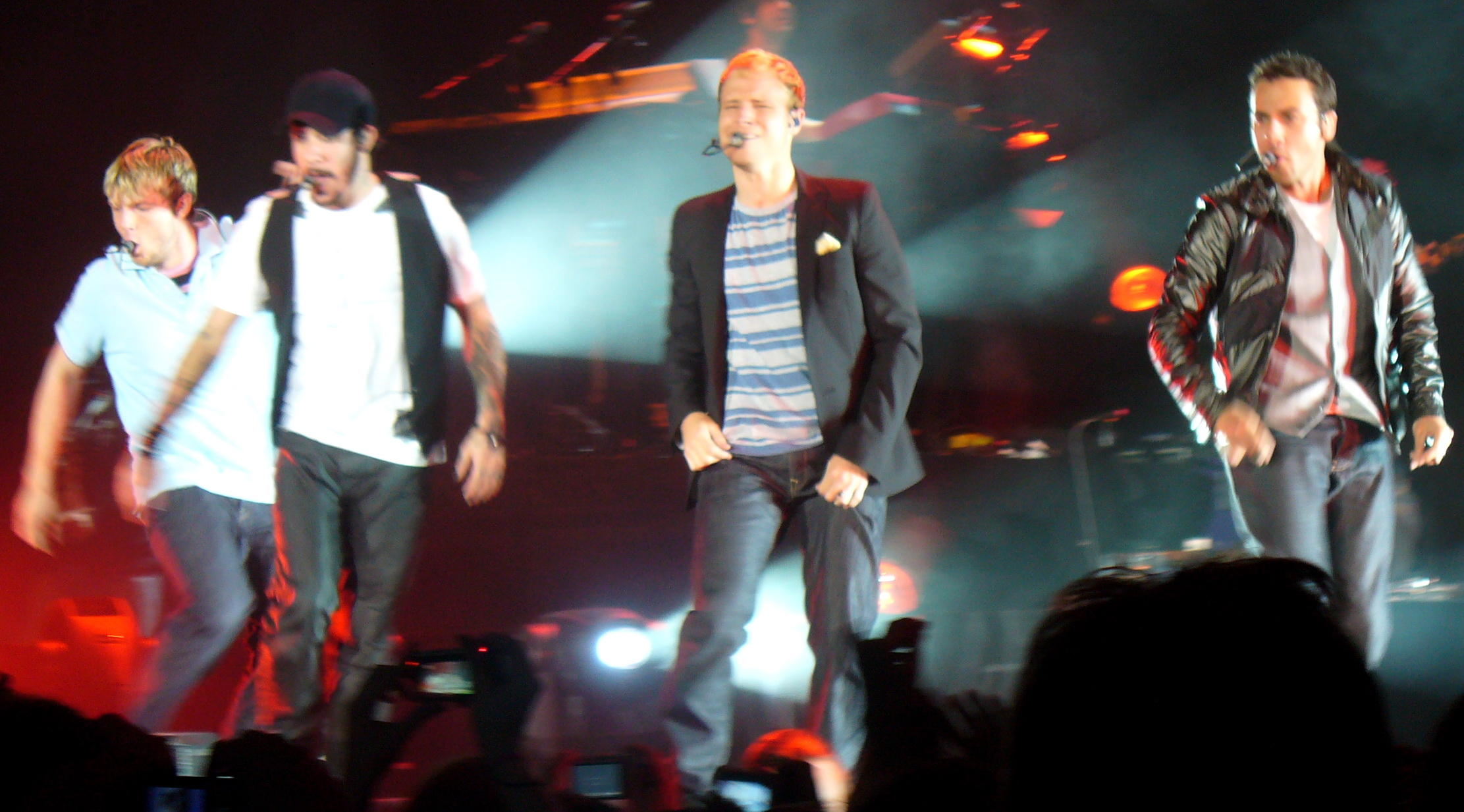
Backstreet Boys en la gira Unbreakable.

Dos días después del anuncio de la salida de Richardson, los Backstreet Boys entraron al estudio para grabar su sexto álbum. El álbum, titulado Unbreakable, fue lanzado el 30 de octubre de 2007. Ha recibido críticas positivas, y debutó en el número 7 en el Billboard 200, vendiendo 81.000 copias en su primera semana de lanzamiento. Un buen desempeño en Japón, debutando en el puesto número 1 en las listas de Oricon japonesas álbum semanales y permanecer allí por otra semana. Lanzaron dos sencillos del álbum, "Inconsolable" y "Helpless When She Smiles".
El grupo realizó una gira mundial para promover Unbreakable, comenzando en Tokio, Japón el 16 de febrero de 2008. La gira incluyó conciertos en Australia, Japón, México, Reino Unido, Europa, Asia, Canadá Estados Unidos y Sudamérica. El espectáculo en la Arena O2 de Londres fue filmado y está disponible para ver en línea en el sitio Web de MSN. Richardson se presentó con el grupo en el escenario, en el Palladium de Hollywood, Los Ángeles el 23 de noviembre de 2008 en el último concierto para América del Norte.
El 6 de octubre de 2009, el grupo lanzó su siguiente álbum, This Is Us. En este álbum, volvieron a sus sonidos originales pop dance, beats y contiene más R & B. El álbum debutó en el n.º 9 en el Billboard 200, vendiendo 42.000 copias en su primera semana de lanzamiento. Alcanzó el número 2 en Japón y fue certificado como disco de platino por el traslado de 250.000 ejemplares. Dos sencillos fueron lanzados de este álbum: "Straight Through My Heart" y "Bigger".
Pocos días después de la promoción de su nuevo álbum y filmar el video musical de "Bigger" en Japón, Littrell se contagió por la gripe porcina, haciendo que el grupo cancele el show en el Hard Rock Café de Nueva York para el evento de Nueva York PINKTOBER el 5 de octubre de 2009. El resto del grupo fueron observados por un médico, los cuales no mostraban ningún síntoma de la gripe. Posteriormente, el grupo canceló una actuación programada CBS Early Show el próximo día 6 de octubre de 2009, que fue también el día del lanzamiento de su nuevo álbum, This Is Us. A finales de octubre de 2009, el grupo se embarcó en el This Is Us Tour, que duró más de un año y consistió de 122 shows.
Los Backstreet Boys, incluyendo Richardson, filmaron un segmento para el Show de Oprah Winfrey el 22 de octubre de 2010. Richardson canto con el grupo en el estudio de la serie ese día, por lo que fue la segunda vez que había tocado con el grupo desde su salida.
Con este disco, se realizó una gira que comenzó en octubre de 2009 y finalizó en marzo del 2011 recorriendo Asia, Australia, Europa, América del Norte, y Sur. Así, los Backstreet Boys, demuestran que después de 18 años de permanecer juntos, ellos crecieron tanto vocalmente como profesionalmente y que el pasar de los años les sienta bien.

### NKOTBSB, el retorno de Kevin Richardson a la banda (2011-2012)
En mayo de 2011, el grupo anunció que había abandonado su viejo sello discográfico con Jive Records. En el mismo mes, se embarcaron en una gira conjunta con New Kids on the Block como NKOTBSB. Antes de la gira, lanzaron un álbum recopilatorio de sus grandes éxitos, también titulado NKOTBSB (álbum), que también incluye un mash-up y dos nuevas canciones. Al final de 2011, la gira que se ubicó en el puesto 17 en la anual de Billboard "Top 25 Tours", ganando sobre $ 40 millones con 51 shows. El Tour duró hasta junio de 2012, que comprendió 80 conciertos en América del Norte, Europa, Australia y Asia. Durante el show en el Staples Center, Los Ángeles, en julio de 2011, Richardson, una vez más se unió al grupo en el escenario.
Tal como lo había anunciado antes en el aire con Ryan Seacrest en octubre de 2011, Richardson fue anfitrión de una fiesta en la playa, parte del segundo crucero anual del grupo, en las Bahamas el 3 de diciembre de 2011, donde actuó con ellos. El programa de radio de Seacrest, también afirmó que le encantaría llevar a cabo con el grupo de nuevo sobre una base más regular. La declaración, junto con su aparición en el evento de crucero, provocó especulaciones de que podría unirse de nuevo al grupo para, pero tanto él como el grupo permanecieron en silencio sobre el asunto.
Los Backstreet Boys anunciaron finalmente 2 sorpresas durante un concierto en Londres el 29 de abril de 2012 una de las cuales sería que AJ sería padre por primera vez y el tan ansiado retorno de Kevin a la banda. Unos días más tarde, McLean y Littrell revelaron en diferentes ocasiones que Richardson ya había regresado desde 2010, antes de que el "NKOTBSB Tour" empezara. Pues él había tenido conversaciones con los demás miembros para unirse a la gira, pero finalmente decidió no hacerlo. Ellos apoyaron su decisión y lo mantuvo en secreto hasta que la gira terminara. "Yo creo que fue la decisión correcta. Creo que para nosotros maximizar la capacidad que tenemos como cinco a avanzar, no sería con otro grupo, que sería sólo por nuestra cuenta", dijo Littrell. El grupo habló positivamente sobre el regreso de Richardson, afirmando que no podrían estar más felices de tenerlo de vuelta. Richardson estaba emocionado de estar de vuelta con sus antiguos compañeros, diciendo que tienen buena química y mucha confianza entre ellos. En junio de 2012, se anunció que los Backstreet Boys iban a recibir una estrella en el Hollywood Walk of Fame en 2012. The Walk of Fame Committee of the Hollywood Chamber of Commerce los nombró con una estrella en el Paseo de la Fama 2012 Los cuales fueron homenajeados en una conferencia de prensa en vivo el 22 de junio de 2012.
Los Backstreet Boys se mudaron a una casa juntos en julio de 2012, comenzando a trabajar en su nuevo álbum con el productor Martin Terefe, en Londres. El 31 de agosto de 2012, se presentaron en el programa Good Morning America, de la serie de conciertos de verano en el Parque Central, Nueva York. Fue su primera actuación como un quinteto desde que Richardson retornó al grupo. Durante el espectáculo, anunciaron que iban a tener su tercer crucero en octubre de 2013. Será el primer crucero que tendrá a los cinco miembros juntos.
El primer sencillo con la voz de Richardson en seis años fue una canción de Navidad titulada "It's Christmas Time Again" y se estrenó en el AOL Music el 5 de noviembre de 2012. Fue lanzada el 6 de noviembre de 2012. La canción alcanzó el n.º 1 de la lista Billboard Holiday Digital Songs ese mismo mes.

### 20° aniversario, lanzamiento del discoIn a World Like This,estreno documental biográfico y residencia en Las Vegas (2013-2017)
Los Backstreet Boys celebraron su 20.º aniversario, el 20 de abril de 2013, y realizaron un evento de celebración para las fanes en Hollywood ese mismo día. Durante dicho evento, hicieron un preestreno de varias canciones de su nuevo álbum, que se publicó el 30 de julio de 2013. También se mostró un teaser de su película documental que sería estrenada en 2014. El grupo también recibió una estrella en el Paseo de la Fama de Hollywood el 22 de abril de 2013, y se declaró como Día de los Backstreet Boys. En mayo de 2013, el grupo se embarcó en una gira mundial (In A World Like This Tour) que comenzó en China.
El grupo lanzó el primer sencillo de su octavo álbum de estudio, In a world like this, de forma digital el 25 de junio de 2013. La canción, llamada también "In a world like this", más tarde fue lanzada como un CD físico en Japón, el 3 de julio de 2013 y en la radio el 22 de julio de 2013. El álbum fue lanzado en los Estados Unidos el 30 de julio de 2013 y de otros países a los pocos días. Alcanzó el top 5 en los Estados Unidos, Canadá, Países Bajos, Alemania, Suiza, España, Taiwán y Japón.
En 2015 fue el estreno de su documental Show Em´ What You're Made Of que relata la historia individual de cada uno de los integrantes del grupo antes de que llegaran a ser parte de los Backstreet Boys. También se narra la historia de la banda desde sus inicios hasta la grabación de su más reciente álbum In A World Like This, que grabaron en Londres en julio de 2012. Igualmente incluye escenas de varios conciertos.
Para 2015 se espera que concluyan su gira de "In A World Like This", ahora por Latinoamérica.
En octubre de 2015, McLean reveló que el grupo estaba trabajando en su noveno álbum de estudio. McLean dijo que la banda está trabajando con el productor Jacob Kasher, que ha trabajado con Maroon 5 y Britney Spears. La banda espera tener el álbum listo antes del próximo crucero de Backstreet Boys en mayo de 2016.
El 1 de abril de 2016, Carter le dijo a Entertainment Tonight que el grupo firmó un acuerdo con Live Nation para una "residencia de prueba" de nueve shows en Las Vegas. McLean confirmó el acuerdo y dijo a la revista Us que la residencia comenzaría en enero de 2017. En julio de 2016, el grupo apareció y actuó en los Grandes éxitos de ABC. El 19 de agosto de 2016, el grupo lanzó "God, Your Mama, and Me", con el dúo country Florida Georgia Line, que fue parte de su tercer álbum de estudio "Dig Your Roots". La canción ingresó al Hot 100.
El 15 de septiembre de 2016, McLean y Carter confirmaron oficialmente que la banda estaba terminando con el nuevo álbum y que se espera que sea lanzado el año siguiente y con una nueva gira. El 23 de septiembre, los Backstreet Boys confirmaron su show de residencia en Las Vegas que tuvo lugar en 2017, titulado "Backstreet Boys: Larger Than Life".

### 25° aniversario y nuevo discoDNA(2018-2020)
En el año 2018, Backstreet Boys celebra 25 años de carrera en la escena musical, lanzando al mercado un nuevo sencillo, el primero en 3 años. Don't Go Breaking My Heart es el título de la nueva canción de la banda, la cual fue liberada a través de YouTube, y que ya cuenta con más de 60 millones de reproducciones. La canción muestra una evolución respecto a su último álbum, con un claro sonido electrónico y moderno, la cual fue nominada a los Grammys 2019 y a los Teen Choice Awards 2018, además de firmar con RCA Récords. El 9 de noviembre, los Backstreet Boys lanzaron el sencillo "Chances" y anunciaron el título de su próximo álbum, DNA, que se preveía para el 25 de enero de 2019. Posteriormente el 3 de enero de 2019 se lanzó el tercer sencillo "No Place", el cual contó con un vídeo musical muy emotivo de la agrupación con sus respectivas familias.
El 28 de febrero de 2019, después de 21 años se presentaron por segunda vez en el Festival Internacional de la Canción de Viña del Mar en Chile, con gran éxito. En dicha oportunidad, la banda rompe el récord histórico en venta de entradas del certamen, las cuales se agotaron en tan sólo 1 hora y 50 minutos.
Los Backstreet Boys se embarcaran en el "DNA World Tour" en apoyo del álbum en mayo de 2019. Desafortunadamente el grupo tuvo que posponer la gira el 15 de marzo de 2020, debido a la pandemia de coronavirus. Inicialmente reprogramaron las fechas restantes para 2021, pero finalmente tuvieron que reprogramar para 2022.
El 8 de abril de 2019, la banda lanzó su exposición en el Grammy Museum antes de que se abriera al público dos días después, mostrando trajes de gira y recuerdos de su infancia. Ese mismo mes, el grupo anunció que lanzaría su primer álbum navideño.
El 9 de febrero de 2020, la banda anunció la segunda etapa de Norteamérica del DNA World Tour en las redes sociales y en Good Morning America.Durante una entrevista, Littrell confirmó que van a firmar para otra residencia en Las Vegas tan pronto como termine la gira de DNA en 2022. En diciembre de 2020 se anunció que el grupo está a punto de aparecer en una canción llamada "Matches" en la reedición del álbum Glory de Britney Spears.

### DNA World Tour yA Very Backstreet Christmas(2021-2023)
Con su gira pospuesta debido a la pandemia, los Backstreet Boys comenzaron a trabajar en su primer álbum de Navidad en marzo de 2021. El 12 de julio, anunciaron oficialmente su regreso a Las Vegas para una residencia de vacaciones programada para noviembre y diciembre de 2021. El 14 de agosto, Nick Carter reveló que habían terminado de grabar el álbum y habían hecho una sesión de fotos para la portada del álbum. Desafortunadamente, debido a la pandemia, el álbum no cumplió con el plazo para terminar la producción, obligándolos a reprogramar el lanzamiento del álbum a finales de 2022 y cancelar su residencia de vacaciones de 2021.
Los Backstreet Boys reanudaron su gira de DNA en junio de 2022 en América del Norte, y terminarán en marzo de 2023 en Nueva Zelanda. El 23 de febrero de 2022, el grupo anunció su regreso a Las Vegas con cuatro espectáculos para dar inicio a la gira mundial de DNA.
El 17 de junio de 2022, antes del concierto en Rogers, Arkansas durante su gira de DNA, se mostró en pantalla un anuncio sobre su próximo álbum de Navidad, con un enlace para pre-ordenar el álbum en su sitio web. Desde ese espectáculo, el anuncio siempre se ha mostrado en cada fecha de concierto. El álbum titulado A Very Backstreet Christmas será lanzado el 14 de octubre de 2022.
El 24 de junio de 2022, el fabricante de automóviles de lujo estadounidense Lincoln Motor Company se asoció con Backstreet Boys para celebrar un concierto virtual en Filadelfia a los usuarios de WeChat (Weixin) principalmente en China, que fue transmitido por el canal WeChat de Tencent. Un total de 44,2 millones de espectadores vieron la transmisión en vivo y 25,5 millones de vítores fueron recibidos durante la actuación, según Tencent. Esto marcó la tercera mayor asistencia para conciertos en vivo en el canal WeChat y el récord de audiencia más alto para tales artistas internacionales. El día después de que el programa salió al aire, el hashtag del hit As Long As You Love Me se volvió tendencia número 1 en la plataforma Sina Weibo de China.
El 27 de julio, la banda tomó parte del Dave & Jimmy’s Celebrity Softball Classic en Columbus Ohio para beneficencia de On Our Sleeves, el movimiento para la salud mental de los niños, impulsado por expertos en salud mental en el Nationwide Children’s Hospital.
Después del lanzamiento de su primer álbum de vacaciones A Very Backstreet Christmas, alcanzó el número 17 en las listas Billboard y el número 1 en las listas Billboard Holiday, y sus sencillos, "Last Christmas" alcanzó el número 1 en las listas Billboard AC desde "I Want It That Way", y "Christmas in New York" está actualmente en aumento, llegando al número 19.

## Miembros
- AJ McLean (1993-presente)
- Howie Dorough (1993-presente)
- Nick Carter (1993-presente)
- Kevin Richardson (1993-2006; 2012-presente)
- Brian Littrell (1993-presente)

## Trabajos como solistas

### Nick Carter
- Nick Carter fue el primero en lanzarse a una carrera en solitario en el 2002, llamando su álbum Now or Never. El álbum llegó al número 17 el Billboard 200. Los sencillos fueron: Help Me, y Do I Have To Cry For You, ambos fueron lanzados en el 2002, y I Got You, qué fue lanzado en el 2003.

- En otoño de 2009, Carter trabajó con Jennifer Paige, con Beautiful Lie.

- En febrero de 2011, lanzó su segundo álbum solista, I'm Taking Off. Su primer sencillo es Just One Kiss; después lanza como segundo sencillo I'm Taking off. El tercer sencillo y primer sencillo para Canadá fue Love can't wait. El último sencillo del álbum y primer sencillo para EUA fue Burning up.
- En 2015 lanza su álbum All American, su primer sencillo fue 19 in 99 e incluye temas como Swet, Tijuana y Get Over Me un dúo con Avril Lavigne.

### Brian Littrell
- El 2 de mayo de 2006, Brian Littrell lanzó su primer álbum en solitario, Welcome Home, con su primer sencillo con el mismo nombre del álbum.

### A.J. McLean
- En abril de 2008, AJ McLean anunció planes de lanzarse una carrera en solitario, con canciones llamadas London y Drive By Love.
- En enero de 2010, A.J. lanza su álbum Have It All en Japón y posteriormente en Estados Unidos. Su primer sencillo se titula Teenage Wildlife.[53]

### Howie "D" Dorough
- En el 2007/2008, Howie Dorough comenzó a trabajar en su primer álbum en solitario. Su nuevo material fue mostrado en el Tour Unbreakable en 2009, dónde cantó una canción llamada She's Like The Sun.
- En 2008, grabó la canción I'll Be There, en un dueto con la cantante filipina Sarah Geronimo.
- Su primer álbum en solitario, Back To Me, salió el día 9 de noviembre de 2011. El primer sencillo fue 100 kisses y el segundo fue Lie To Me.
- El 12 de julio de 2019 lanzó su segundo álbum solista y su primer material infantil, Which One Am I?. El primer sencillo fue No Hablo Español.[54]

## Discografía
- Backstreet Boys (1996)
- Backstreet's Back (1997)
- Millennium (1999)
- Black & Blue (2000)
- Never Gone (2005)
- Unbreakable (2007)
- This is Us (2009)
- In a World Like This (2013)
- DNA (2019)
- A Very Backstreet Christmas
- Millennium 2.0 (2025)

Discografía con New Kids On The Block
- NKOTBSB (álbum) (2011)

Álbumes recopilatorios
- The Hits – Chapter One (2001)

## Giras
- We Wanna Be With You Tour (1995–1996)
- Backstreet Boys - Live in Concert Tour (1996-1997)
- Backstreet's Back Tour (1997-1998)
- Into the Millennium Tour (1999–2000)
- The Black & Blue Tour (2001)
- Never Gone Tour (2005–2006)
- Unbreakable Tour (2008–2009)
- This Is Us Tour (2009-2011)
- In A World Like This Tour (2013-2015)
- DNA World Tour (2019-2024)

Promocional
- The Backstreet Boys Around The World in 100 hours
- Up Close & Personal Tour (septiembre/octubre de 2004 - marzo/abril de 2005)

Gira conjunta con New Kids On The Block
- NKOTBSB Tour

Residencias
- Backstreet Boys: Larger Than Life (2017-2019)
- Backstreet Boys: Into The Millenium (2025-2026)

 Cruceros BSB 
- Crucero 2010 (9-13 de diciembre) Miami.

- Crucero 2011 (2-5 de diciembre) Miami, Bahamas.

- Crucero 2013 "20th Anniversary" (25-28 de octubre) Miami, Bahamas.

- Crucero 2014 (24-27 de octubre) Miami a Half Moon Cay.

- Crucero 2016 "A European Adventure" (10-14 de mayo) Crucero en Europa : Barcelona, Italia y Cannes.

- Crucero 2018 (3-7 de mayo) Miami a Grand Turk Island

- Crucero 2024 "Backstreet's Back At The Beach Cancun 2024" (18-21 de mayo) Moon Palace Resort, Cancún.

## Premios y nominaciones
El grupo ha recibido nueve nominaciones a los Premios Grammy a partir de 2019, incluyendo cuatro nominaciones en 2000. El grupo también ha recibido dos American Music Awards, cinco Billboard Music Awards, dos MTV Video Music Awards, un Premios Juno y muchos otros más.